# San Vero Milis
San Vero Milis är en ort och kommun i provinsen Oristano i regionen Sardinien i Italien. Kommunen hade 2 493 invånare (2017).